# パグ島
座標: 北緯44度29分 東経14度58分 / 北緯44.483度 東経14.967度

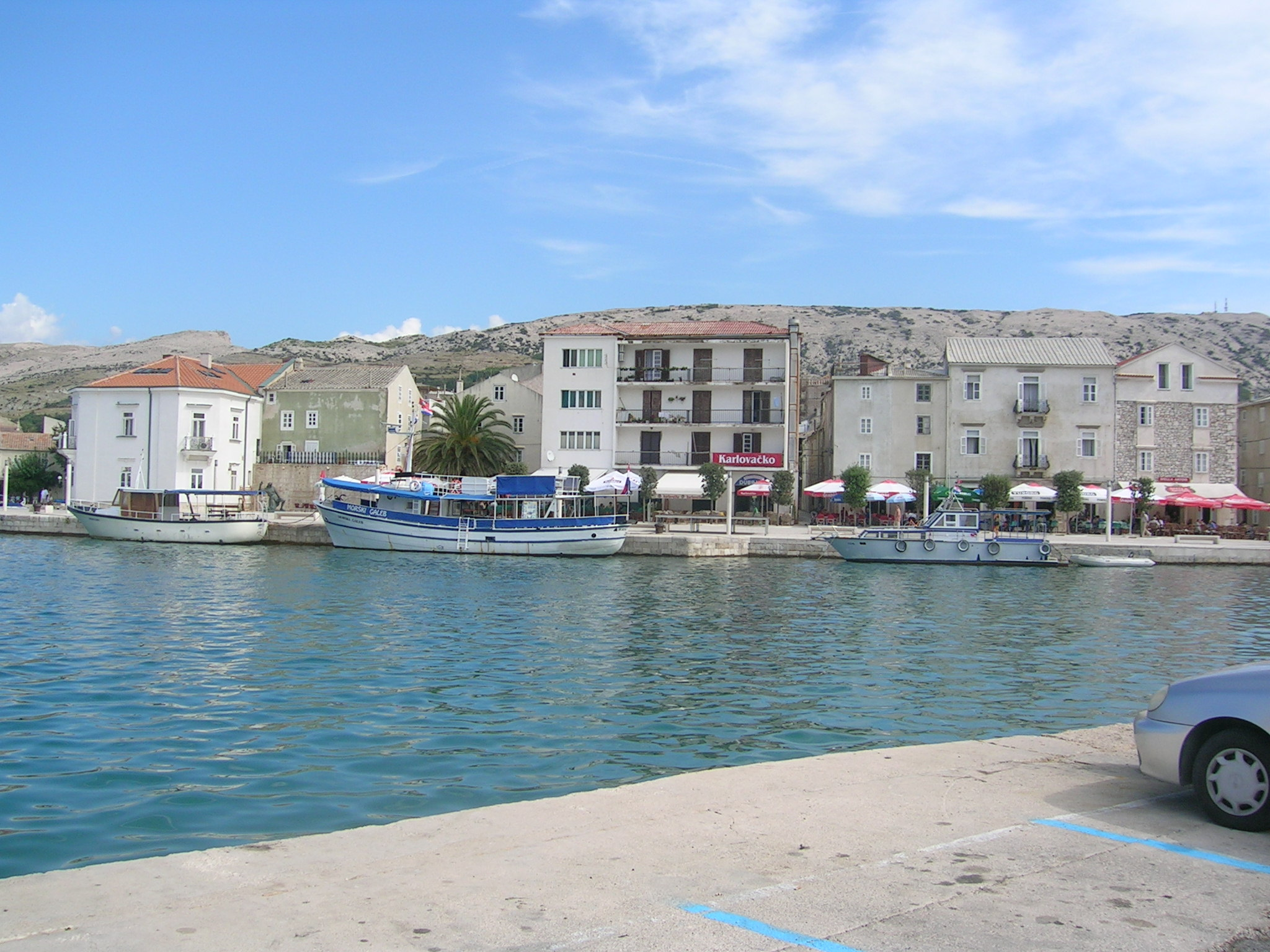
パグ港

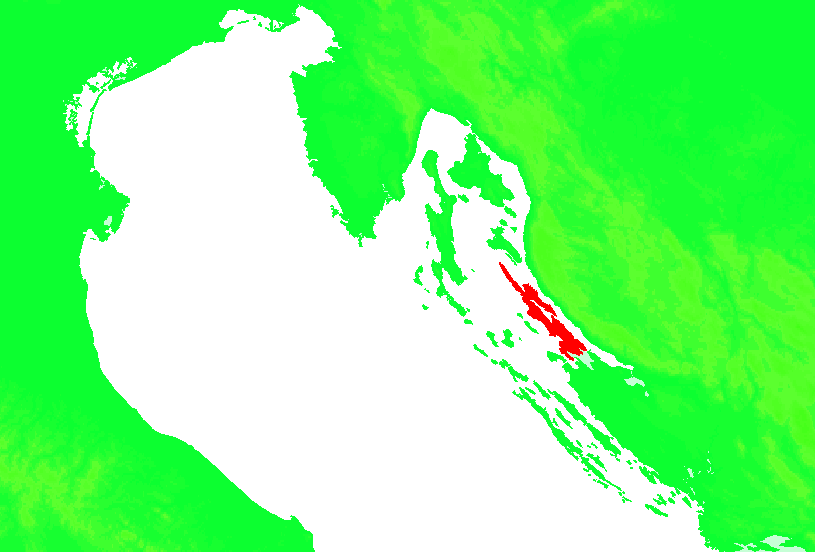
パグ島の位置

パグ島 （パグとう、クロアチア語:Pag、ラテン語:Pagus、イタリア語:Pago、ドイツ語: Baag）は、クロアチアの島。アドリア海北部にある。非常に細長い海岸線を持つ島の面積は305平方キロメートルあり、ダルマチア諸島で5位の面積を持つ。人口は7,969人（2001年）。島内にはパグ（en:Pag (town)）とノヴァリャ（en:Novalja）の2つの町があり、より小さな村落と観光者用集落がある。行政上島は2つの郡に分かれており、北部はリカ＝セニ郡、南部はザダル郡となっている。

## 地理
パグは北ダルマチアの多島海にあり、北西から南東にかけて細長く伸びる海岸線を持ち、ヴェレビト海峡に向かっている。島の海岸線は302.47キロある。北西から南東は最長60キロあり、幅は2キロから10キロの間である。
島の南西海岸は低地（広大なツァスカ洞窟のあるパグ湾）で、北西部は険しく標高が高い（スタラ・ノヴァリャ湾）。
島の大部分は岩がちである。わずかな地域が地中海性の低木で覆われている。島南東部にはカルスト湖であるヴェロ・ブラト湖、マロ・ブラト湖がある。島の最高地点はスヴェティ・ヴィド（聖ヴィトゥスという意味。348メートル）である。
ブドウ（žutica種）、野菜、果物が島内の谷と畑で栽培されている。ルン半島のある北部地域は大半がオリーブの木立となっている。島のコミュニティーほとんどが道路でつながっている。島南部から300メートルの長さの弓状の箸が本土との間に架かっている。島北部のプリズナ（Prizna）から、本土のジグリェン（Žigljen）との間をフェリーが往復する。パグとノヴァリャ以外の主な村は、ルン（en:Lun）、スタラ・ノヴァリャ（en:Stara Novalja）、ガヤツ（en:Gajac）、コラン、マンドレ、シムニ、メタイナ（en:Metajna）、ディニシュカ（Dinjiška）、ヴァルシチ（Valšiči）、ポヴリャナ（Povljana）などである。

## 参照

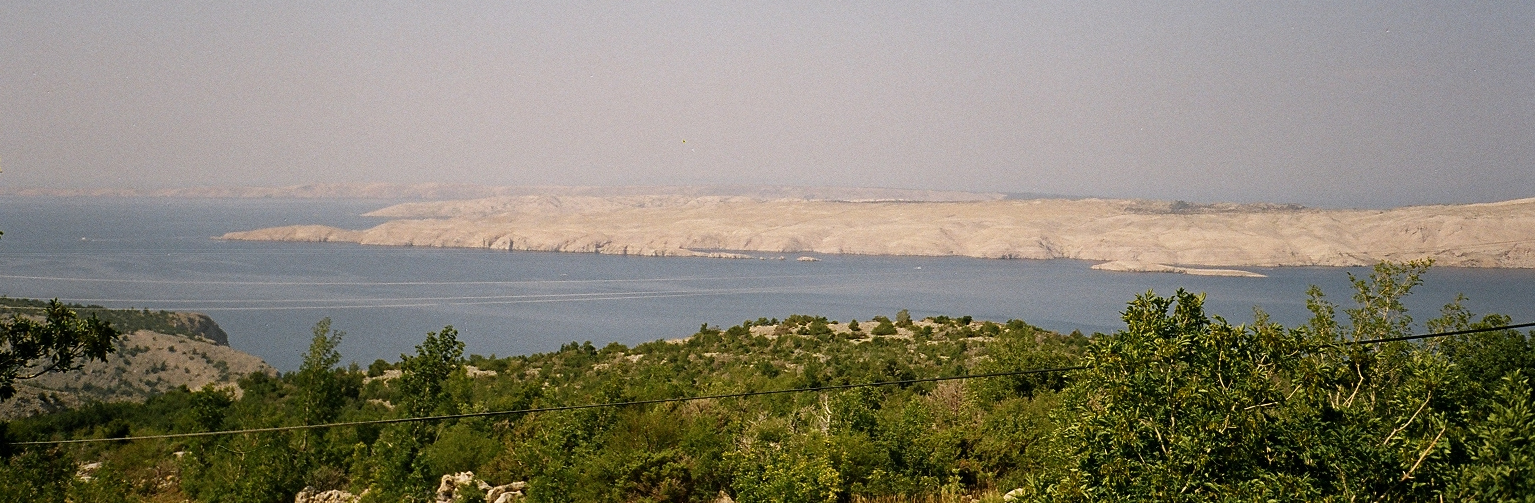
パグ島のパノラマ